# Bandore

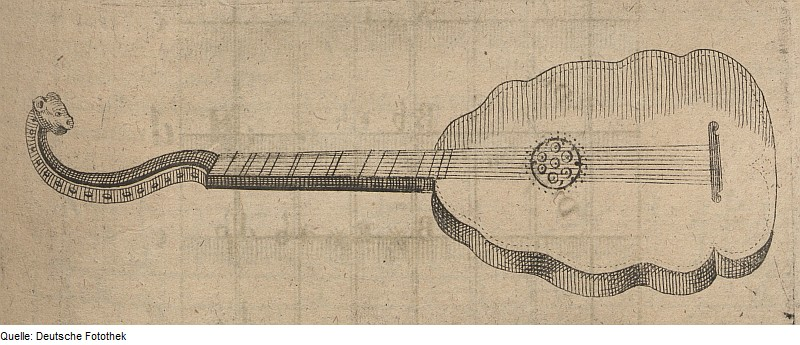
Une bandore.

Une bandore ou pandore (appelé aussi parfois bandora, ou pandora) est un grand instrument de musique à cordes pincées, qui peut être considéré comme une sorte de cistre dans un registre plus grave, même s'il lui manque l'accordage discontinu qui peut caractériser le cistre. 

## Histoire
Sans doute construit pour la première fois par John Rose en Angleterre, vers 1560, l'instrument est resté populaire pendant plus d'un siècle. L'orpharion est une version plus petite de la bandore. 
La bandore est fréquemment utilisée comme l'un des deux instruments graves d'un « broken consort (en) » tels qu'on en trouve dans les œuvres de Thomas Morley, tout en pouvant également être utilisé comme instrument solo. Anthony Holborne a écrit de nombreuses pièces pour bandore solo.

## Description
La caisse de la bandore est plate ; elle est montée de six chœurs de cordes métalliques.